# Tschuraptscha
Tschuraptscha (russisch Чурапча́; jakutisch Чурапчы) ist ein Dorf (selo) in der Republik Sacha (Jakutien) in Russland mit 8769 Einwohnern (Stand 14. Oktober 2010).

## Geographie
Der Ort liegt etwa 140 km Luftlinie östlich der Republikhauptstadt Jakutsk im südöstlichen Teil der Mitteljakutischen Niederung. Er befindet sich am gleichnamigen See, der zum einige Kilometer südöstlich verlaufenden linken Aldan-Nebenfluss Tatta entwässert.
Tschuraptscha ist Verwaltungszentrum des Ulus Tschuraptschinski. Das Dorf ist Sitz und einzige Ortschaft der Landgemeinde (selskoje posselenije) Tschuraptschinski nasleg.

## Geschichte
Das Dorf wurde 1725 im Zusammenhang mit der Einrichtung des Jakutsk-Ochotsker Traktes gegründet, einer Post- und Handelsroute, die Jakutsk mit der Küste des Ochotskischen Meeres bei  Ochotsk verbinden sollte (aber bis zu ihrer offiziellen Schließung 1852 nie längerfristig und regelmäßig auf ihrer gesamten Länge funktionierte). Seit 1930 ist Tschuraptscha Verwaltungssitz des nach ihm benannten Ulus (Rajons) in der heutigen Form.

### Bevölkerungsentwicklung
| Jahr | Einwohner |
| ---- | --------- |
| 1939 | 1657      |
| 1959 | 2826      |
| 1970 | 4557      |
| 1979 | 5210      |
| 1989 | 6232      |
| 2002 | 7526      |
| 2002 | 8769      |

Anmerkung: Volkszählungsdaten

## Verkehr
Tschuraptscha liegt an der Fernstraße R504 Kolyma, die Nischni Bestjach bei Jakutsk mit Magadan verbindet (bisher M56, Nummer noch bis 2017 alternativ in Gebrauch), auf deren westlichsten Abschnitt nach Chandyga am Aldan.

## Söhne und Töchter der Stadt
- Sardana Awksentjewa (* 1970), Politikerin